# Sveučilište države Ohio
Sveučilište države Ohio (engl. Ohio State University, poznat i kao Ohio State, kratica: OSU) američko je sveučilište koje se nalazi u Columbusu u saveznoj državi Ohio. Osnovano je 1870. i trenutno ima drugi najveći kampus u Sjedinjenim Američkim Državama. U.S. News & World Report rangirali su ga najboljim državnim sveučilištem u Ohiju, svrstali su ga među 150 vrhunskih sveučilišta u svijetu i među 20 prvih javnih sveučilišta u SAD-u.
Osim glavnog kampusa u Columbusu, Ohio State ima i podružne kampuse u Limi, Mansfieldu, Marionu, Newarku i Woosteru.

## Vanjske poveznice
- Službena stranica